# Barrage de l'Eschbachtal
Le barrage de l’Eschbachtal est le plus ancien barrage-réservoir d’eau potable d’Allemagne. Il alimente la ville de Remscheid en Rhénanie-du-Nord-Westphalie. Cet ouvrage pionnier permit à l'ingénieur Intze d'éprouver sa théorie des ouvrages poids ; il fut aussi, dès son inauguration en 1891, un pas important dans l'expansion économique de cette ville de Rhénanie. 

## Dénomination
À l’époque de la construction de ce barrage, à la fin du XIXe siècle (et cette tradition survit dans certaines régions d'Allemagne) il était habituel en Allemagne de désigner les barrages, non par leur lac, mais par la ville voisine qu'elle équipait. C'est pourquoi dans les sources de l'époque le barrage de l’Eschbachtal est appelé barrage de Remscheid.

## Historique
Le barrage de l’Eschbachtal a été conçu par Otto Intze à la demande d'un industriel de Remscheid, Robert Böker, à la suite d'un vote favorable du conseil municipal de décembre 1888 ; il a été construit entre mai 1889 et 1891 sur le principe des murs-poids, avec un drainage du pied amont (éperon drainant). Les travaux ont été réalisés par l'entreprise Wolf & Vering de Düsseldorf, pour un coût de 536 000 Mark-or. Cet ouvrage est le prototype de nombreux barrages allemands d'avant 1914, barrages-poids dits « barrages Intze ». Tous ces barrages diffèrent cependant par le profil adopté. 
Le barrage a fait l'objet de travaux de confortement entre 1991 bis 1994 : l'étanchéité des maçonneries a été régénérée au coulis de ciment, et le parement amont a été doté d'un masque de ciment en béton d'une épaisseur de 35 cm ainsi que d'un aqueduc de visite côté amont, de drains supplémentaires, d'un évacuateur de crues et l'instrumentation a été modernisée.

## Aménagement hydroélectrique
Au mois de novembre 2012, fort de l'autorisation du district de Düsseldorf (octobre 2011), le motoriste EWR a équipé le barrage d’une centrale hydroélectrique pour récupérer une partie de l'énergie cinétique de l'eau. Les turbines exploitent une chute d'eau de 18 m et d'un débit maximum de 209 l/s, produisant 29 kW soit environ 120 000 kWh par an. Cette centrale couvre les besoins en électricité du barrage, l'excédent étant redistribué sur le réseau domestique : il couvre approximativement les besoins annuels en courant électrique de 35 foyers et représente une économie annuelle de 65 tonnes de CO2.

## Aménagements pour la plaisance

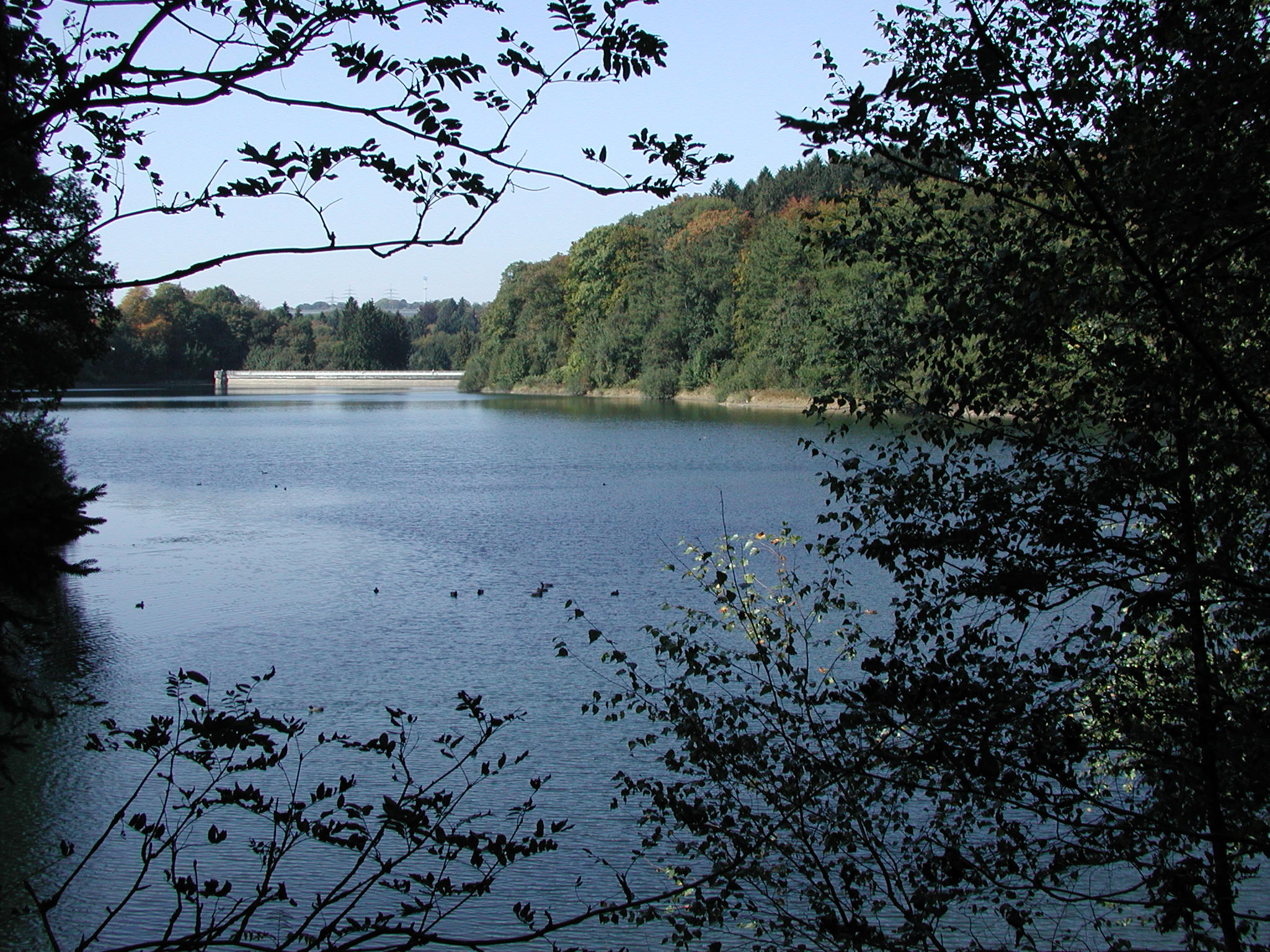
Le barrage de l'Eschbachtal.

Dès son inauguration, le lac a été un lieu de villégiature apprécié :  le prince Frédéric-Léopold de Prusse s'y est rendu le 15 juillet 1897 et deux ans plus tard, l’empereur Guillaume II en prononça l'éloge.
En 1977 , le chemin périphérique du lac de barrage a été doté d'un panneau didactique présentant l'ouvrage d'art aux touristes. À quelque distance de ce chemin, une croix de pierre rappelle un crime des temps anciens. Une section de la route de Compostelle, le chemin Wuppertal-Beyenburg, passe juste à côté du lac.

## La société d'exploitation du barrage
Ce barrage est géré par la société des eaux du Wupperverband. Afin d'assurer l'approvisionnement en eau douce de l'agglomération, un aqueduc direct de 15 km relie depuis 1909 le réseau de distribution au barrage de Neyetal, situé plus en amont à Hückeswagen. L'ouvrage collecteur se trouve à quelque distance du barrage. L'autre grand réservoir d'eau potable est le lac du Große Dhünntalsperre.

## Caractéristiques techniques
- réserve en cas d'alerte : 68 000 m3
- volume d'exploitation : 1 041 000 m3
- volume réservé : 11 000 m3
- plus basses eaux : 228,00 au-dessus du niveau de la mer
- revanche : 1,00 m
- rendement: 25%
- coefficient de masse : 1:45e

Remarque : Le volume de maçonnerie du barrage doit être, réglementairement, au moins 1:45e du volume du volume de la retenue d'eau ; or les données disponibles permettent d'estimer ici le volume de maçonnerie à 17 000 m3 et le volume d'ensemble de la retenue à 1 120 000 m3, ce qui donne 1:66. On revient aux dispositions réglementaires si l'on prend en compte les travaux réalisés depuis 1991–94, qui ont porté le volume de maçonnerie à 25 000 m3.